# Torosaurus
Torosaurus ist eine Gattung von Vogelbeckensauriern aus der Gruppe der Ceratopsidae innerhalb der Ceratopsia. Er lebte in der späten Oberkreide in Nordamerika. Sein Schädel erreichte einschließlich des Nackenschildes eine Länge von über 2,5 Metern und ist damit einer der längsten Schädel aller landbewohnenden Tiere, die jemals auf der Erde gelebt haben.

## Merkmale

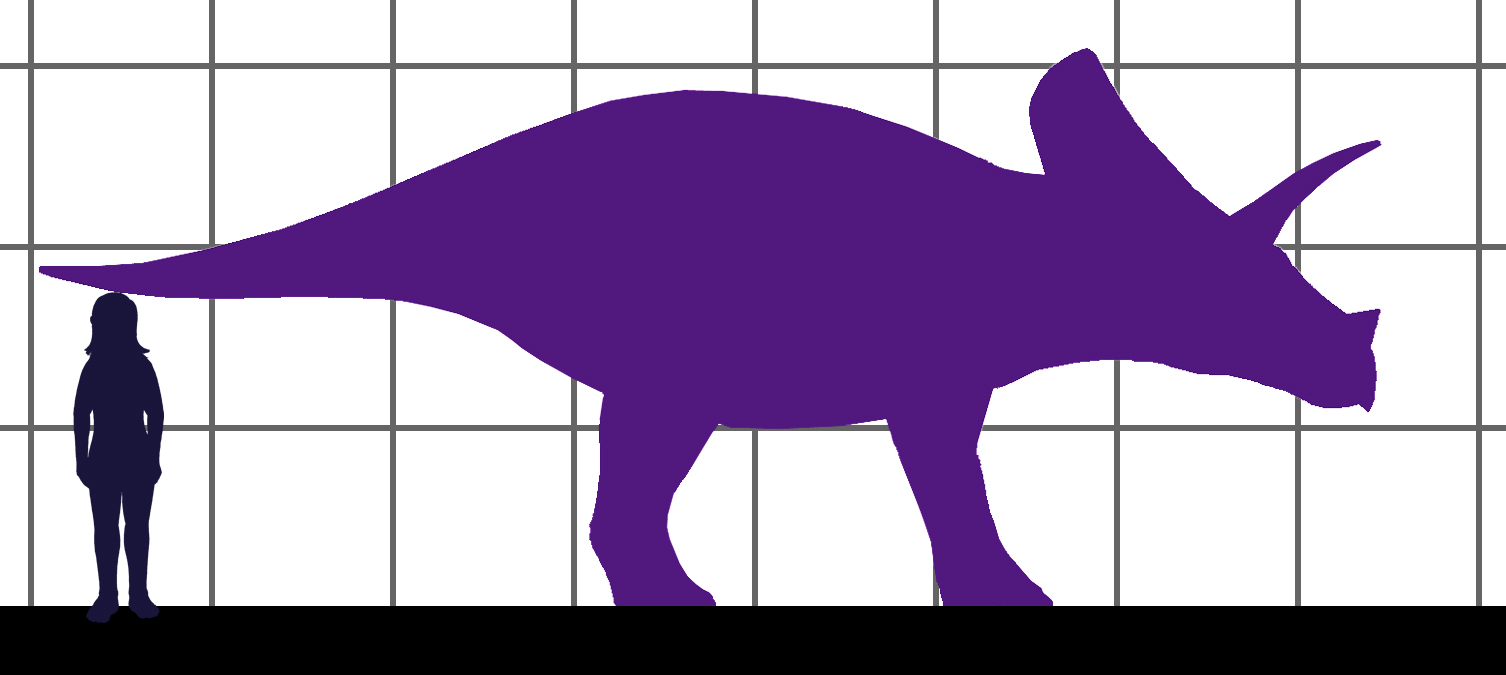
Torosaurus latus im Größenvergleich zu einem Menschen

Mit einer geschätzten Länge von 7,65 Metern und einem Maximalgewicht von über 6 Tonnen war Torosaurus einer der größten Ceratopsidae, jedoch etwas kleiner als sein Verwandter Triceratops. Die Schnauze war zugespitzt und papageienschnabelähnlich, die Wangenregion jedoch breit und ausladend.
Das Nasenhorn war klein, die beiden Überaugenhörner jedoch sehr lang. Der Nackenschild bestand wie bei allen Ceratopsidae aus dem Scheitel- und dem Schuppenbein, er war sehr lang und mit großen, paarigen Öffnungen versehen.
Vom übrigen Körperbau von Torosaurus ist nichts bekannt, vermutlich glich er dem der übrigen Ceratopsidae. Demzufolge war es ein stämmiger Dinosaurier mit kräftigen Gliedmaßen, der sich auf allen vieren fortbewegte. Wie alle Ceratopsidae fraß er Pflanzen, wofür er mit seinen Zahnbatterien (reihenförmig angeordneten Zähnen, die bei Abnutzung durch den nachfolgenden Zahn ersetzt wurden) gut ausgerüstet war.
Die bisher gefundenen fossilen Überreste, die Torosaurus zugeschrieben werden, weisen generell eine große Variabilität auf. Einige Individuen weisen etwa längere und kurvigere Hörner auf als andere. Auch die Position der Hörner unterscheidet sich: Bei den meisten Funden haben sie oberhalb der Augenhöhlen ihren Ursprung, beim Individuum YPM 1831 jedoch an deren hinteren Rändern. Ebenso variiert die Form der Nasenhörner: Einige Exemplare besitzen ein deutlich nach oben ragendes Horn, während andere lediglich einen eher niedrigen Höcker aufweisen. Die jeweiligen Nackenschilde unterscheiden sich ihrerseits durch ihre Form, Länge und Proportionen ebenfalls deutlich voneinander.

## Fundorte und Datierung
Fossile Überreste von Torosaurus wurden in Kanada (Saskatchewan) und mehreren Orten der USA (Wyoming, Montana, North Dakota, South Dakota, Utah, New Mexico und Texas) gefunden. Die Funde werden in die Oberkreide (spätes Maastrichtium) auf ein Alter von 69 bis 66 Millionen Jahre datiert. Torosaurus war damit wie sein Zeitgenosse Triceratops einer der letzten Dinosaurier, die vor dem Massenaussterben am Ende der Kreidezeit lebten.

## Namensgebung und Arten

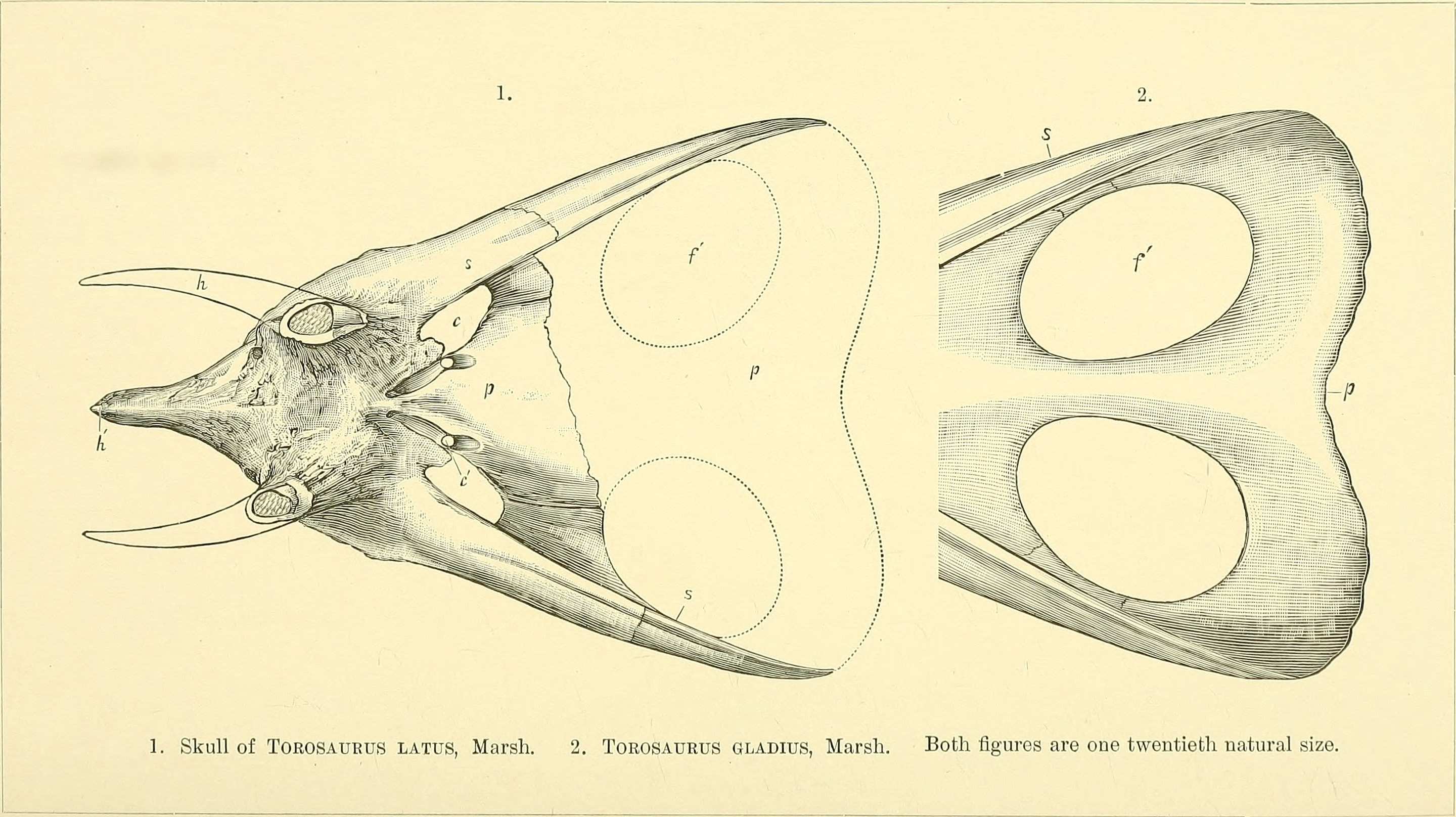
Zeichnungen der Schädel von T. latus und seines Synonyms T. gladius nach den Originalskizzen von Marsh

Der im Jahr 1891 von Othniel Charles Marsh vergebene Name leitet sich von den griechischen Wörtern toreo (= „durchbohrt“, „durchlöchert“) und sauros („Echse“) ab und spielt auf die Anatomie des Nackenschildes an. Dieses ist nicht massiv wie bei dem wenige Monate zuvor von ihm beschriebenen Sterrholophus (heute ein Synonym von Triceratops), sondern mit einem Paar großer Öffnungen versehen („the posterior crest, [...] is perforated by a pair of large openings. [...] The open perforations in the parietal, which have suggested the name Torosaurus, readily separate this genus from all the gigantic species hitherto known in the Ceratopsidae“). Damit hat eine oftmals unterstellte etymologische Herleitung des Namens vom spanischen Wort „toro“ für „Stier“ keine Grundlage. Der Artname latus (Lateinisch: breit, weit) spielt auf die Form des Nackenschildes an.
Typusart und einzige heute anerkannte Art ist Torosaurus latus. Darüber hinaus wurden später auch noch die Arten Torosaurus utahensis und Torosaurus gladius beschrieben, die allerdings nicht als valide gelten:
T. utahensis wurde 1946 von Charles W. Gilmore ursprünglich als Arrhinoceratops utahensis beschrieben. Als Holotyp verwendete Gilmore ein Schädelfragment aus Emery County im US-Bundesstaat Utah. Dreißig Jahre später plädierte Douglas Lawson dafür, diese Art aufgrund einiger Eigenheiten des Schädels der Gattung Torosaurus zuzuschreiben. Im Laufe der Zeit wurden auch weitere fragmentarische Funde aus New Mexico und Texas dieser neuen Art T. utahensis zugeordnet. Eine 2005 durchgeführte Studie bilanziert aber, dass diese Fragmente zu unvollständig sind, als dass zweifelsfrei belegt werden könnte, dass sie zur selben Art wie Gilmores Fund aus Utah gehören. Solange kein weniger fragmentarisches Fossilmaterial gefunden wird, dass das Taxon T. utahensis etablieren würde, gilt T. latus somit weiterhin als einzige gültige Art der Gattung Torosaurus.
Bei T. gladius („gladius“ ist die lateinische Bezeichnung für „Schwert“ und referiert auf die Form der Schläfenbeinschuppe) ist der Fall klarer: Marsh beschrieb diese Art 1891 zusammen mit T. latus. Als Holotyp verwendete er das Individuum YPM 1831. Dieser Fund bestand aus einem Schädel, der den Schädel, der als Holotyp für T. latus verwendet wurde, in seiner Größe noch übertraf. Beide Schädel stammen aus der Lance-Formation und werden auf dasselbe Alter datiert. Spätere Funde aus Wyoming, Montana, South Dakota, North Dakota, Colorado, Utah und Saskatchewan offenbarten jedoch die große Bandbreite, innerhalb der sich das Aussehen von Torosaurus-Skeletten bewegt. Daher wird der Größenunterschied der Schädel nicht mehr als Alleinstellungsmerkmal verschiedener Arten, sondern nur noch als individuelle Eigenschaft angesehen.

## Systematik
Torosaurus wird innerhalb der Ceratopsidae in die Chasmosaurinae eingeordnet, die durch große Überaugenhörner und einen langen Nackenschild charakterisiert waren. Er wird zur Triceratops-Torosaurus-Klade gezählt und ist nach kladistischen Untersuchungen am nächsten mit Nedoceratops verwandt.

## Eventuelle Übereinstimmung mitTriceratops

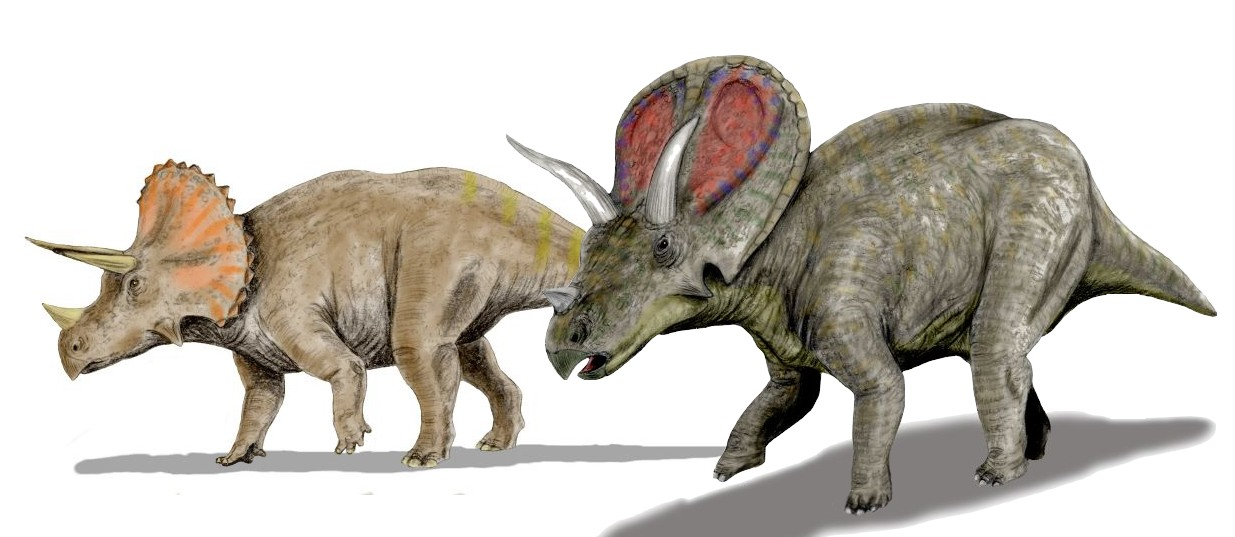
Lebendrekonstruktionen von Triceratops und Torosaurus

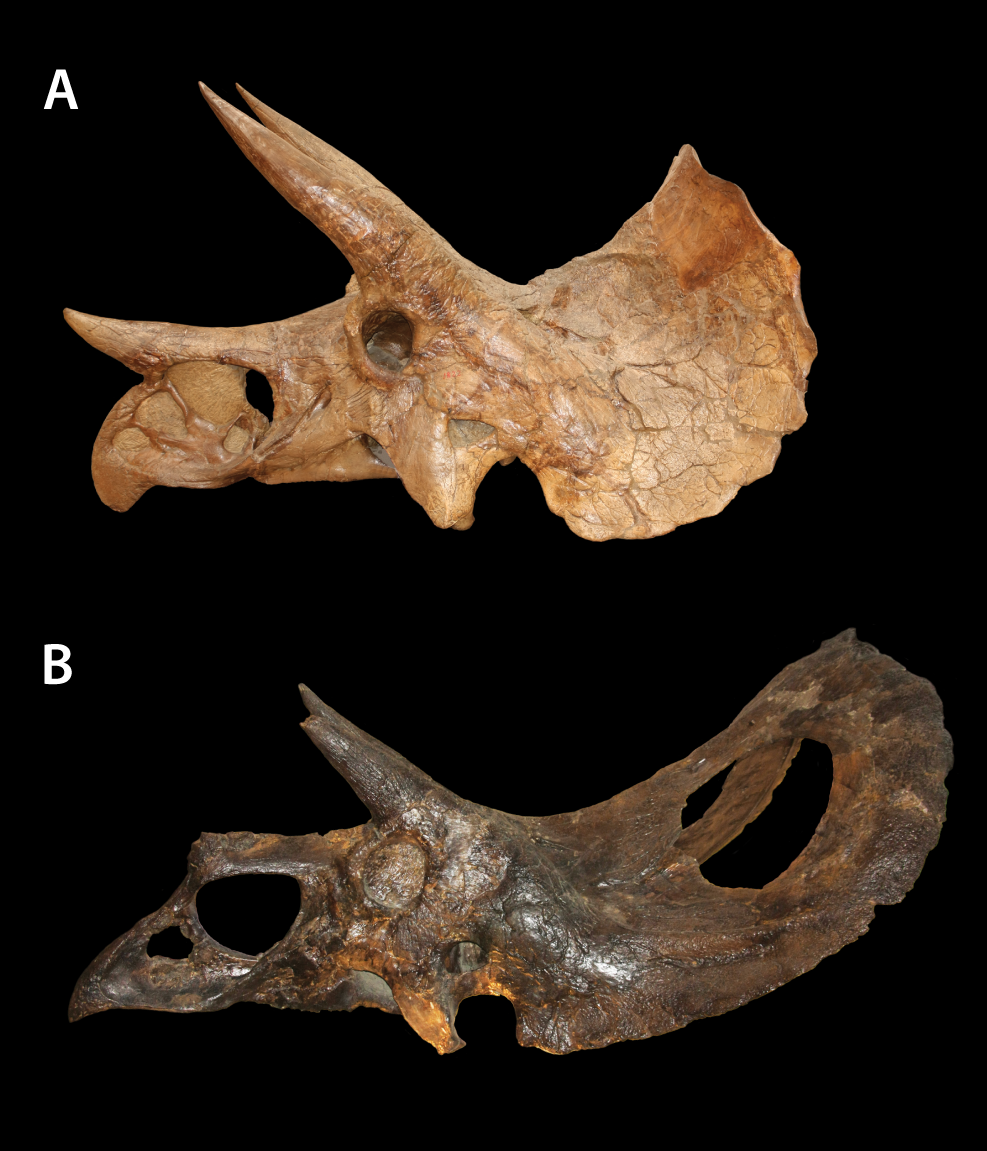
Schädel von Torosaurus (B) im Vergleich zu Triceratops (A)

Aufgrund der Tatsache, dass mit Torosaurus und Triceratops zwei eng verwandte Ceratopsidae zur selben Zeit in derselben Region auftraten, wird aktuell diskutiert, ob beide Arten nicht identisch seien. Der einzige signifikante Unterschied zwischen ihnen ist die Form des Nackenschildes. Gleichzeitig existieren eine Reihe fossiler Funde juveniler Triceratops, während solche bei Torosaurus fehlen. Zudem unterscheidet sich Triceratops von anderen Ceratopsidae durch eine trotz genereller Wachstumsprozesse kurz bleibende Schläfenbeinschuppe. Um diese Umstände zu erklären, entwickelte John Scanella im Zuge seiner Untersuchungen zur Ontogenese der in der Hell-Creek-Formation gefundenen Dinosaurier 2009 die Theorie, dass Torosaurus lediglich die vollkommen ausgewachsene Form von Triceratops sei, beide also nur unterschiedliche Entwicklungsstadien ein und derselben Gattung seien.
In einer 2010 veröffentlichten Studien präsentierte Scanella zusammen mit seinem an der Montana State University lehrenden Mentor Jack Horner weitere Indizien, die seine Theorie stützen. Die Untersuchung der Anwachslinien von 29 Triceratops- und 9 Torosaurus-Schädeln ergab den Autoren zufolge, dass tatsächlich sämtliche Torosaurus-Schädel von ausgewachsenen Individuen stammten, während die Triceratops-Schädel juvenilen oder jungen erwachsenen Exemplaren zuzuordnen seien. Darüber hinaus besaß etwa die Hälfte der untersuchten subadulten Triceratops-Schädeln zwei Areale mit Vertiefungen und dünnerer Knochenstruktur, die deckungsgleich mit den Stellen sind, an denen der Nackenschild des Torosaurus Löcher aufweist. Demzufolge – so die Autoren – hätte beim Heranwachsen der Tiere eine Metamorphose des Schädels und des Nackenschildes eingesetzt. Das Nackenschild wäre immer weiter gewachsen, dünner geworden und letztlich an einigen Stellen durchbrochen, während sich gleichzeitig der Winkel der Hörner zueinander veränderte. Möglich wurde dieser Vorgang durch das gut durchblutete metaplastische Knochengewebe von Nackenschild und Hörnern.
Allerdings offenbarten Scanellas und Horners Ausführungen Schwachstellen. Sollte die von den Autoren sogenannte „Toromorphose“ wirklich das letzte Entwicklungsstadium im Leben eines Triceratops dargestellt haben, hätten deutlich mehr fossile Überreste von Torosaurus als von Triceratops-„Jungtieren“ gefunden werden müssen. Jedoch ist genau das Gegenteil der Fall. Scanella und Horner folgerten daher, dass es unter subadulten Tieren eine hohe Mortalität gegeben haben muss bzw. voll ausgewachsene Tiere Hügel als Lebensraum bevorzugten, wo Erosion die Fossilisation der sterblichen Überreste der Tiere verhinderte. Außerdem fehlen Funde, die den Übergang von Triceratops zu Torosaurus dokumentieren könnten. So sind etwa die Löcher in den durchbrochenen Nackenschilden des Torosaurus stets perfekt geformt. Hinweise für eine beginnende Perforation fehlen aber in den Fossilien. Die Autoren verweisen daher auf Nedoceratops, bei dem die Eigenständigkeit als Gattung umstritten ist. Deshalb könnte er ein ebensolches Bindeglied darstellen. Auch die Anzahl an Osteodermen am Rande des Nackenschildes differiert bei den beiden Gattungen (fünf bei Triceratops im Vergleich zu zehn oder zwölf bei Torosaurus) und sie sind darüber hinaus zum Teil anders positioniert. Scanella und Horner machten aber auch darauf aufmerksam, dass diese Merkmale generell sehr variabel bei den gefundenen Fossilien seien, und vermuteten, dass sich Anzahl und Position der Osteoderme während des Heranwachsens der Tiere verändert haben könnte.
Andrew Farke argumentierte 2011 vor allem gegen die Ansicht, Nedoceratops hatcheri sei eine Übergangsform zwischen Triceratops und Torosaurus. Neben der Tatsache, dass eine Erhöhung der Anzahl der Osteoderme des Nackenschildes ein einmaliger Vorgang in der Gruppe der Ceratopsia wäre, verwies er darauf, dass das Ausbilden von Löchern in Nackenschilden nicht zwingend mit dem Alter eines Tieres zusammenhängen muss und die dünnen Knochenstrukturen im Nackenschild auch zur Unterstützung von Muskeln gedient haben könnten.
Nicholas Longrich und Daniel Field plädierten 2012 ebenfalls für eine Verwerfung der Theorie, Torosaurus und Triceratops seinen synonym zueinander. So stimmten etwa die Fundorte von Fossilien der beiden Dinosaurier nicht exakt überein. Im äußersten Norden der Vereinigten Staaten wurden bisher nur Überreste von Triceratops gefunden, während im äußersten Süden dasselbe für Torosaurus gilt. Da aber insgesamt nur einige wenige Torosaurus-Funde bekannt sind, könnte es auch sein, dass im Norden noch Torosaurus-Fossilien darauf warten, entdeckt zu werden. Nichtsdestotrotz kritisieren die Autoren ebenfalls, dass sich das Alter von Dinosauriern zum Zeitpunkt ihres Todes auch anders bestimmen lasse, als es Scanella und Horner in ihrer Studie taten. Sie führten eine eigene Untersuchung anhand von 24 Merkmalen von Schädeln, die auf das Alter der Tiere schließen lassen, durch und kamen so etwa zu dem Ergebnis, dass beim Torosaurus-Exemplar YPM 1831 einige Schädelelemente nicht miteinander verbunden sind, was darauf hinweist, dass es sich hierbei um ein relativ junges Tier handeln könnte. Auch das Exemplar ANSP 15192, welches fehlende Verbindungen von Knochen der Schnauze aufwies, war wohl erwachsen, jedoch noch relativ jung. Gleichzeitig hätten zehn Triceratops-Exemplare dieselbe Entwicklungsstufe wie adulte Torosaurier erreicht. Außerdem zeigten die Untersuchungen, dass die Vertiefungen in den Nackenschilden einiger Triceratops nicht immer an der Stelle auftraten, an der auch die charakteristischen Löcher des Torosaurus zu finden waren. Stattdessen befanden sie sich zum Teil auch auf der Schläfenbeinschuppe und waren somit nicht gänzlich vom Nackenschild umgeben. Zudem gibt es strukturelle Unterschiede: Die Vertiefungen beim Triceratops sind von dickeren Knochen umgeben, wohingegen die Löcher des Torosaurus durch dünnere Knochen begrenzt sind.
Longrich und Field machten zudem auf einen weiteren Unterschied zwischen den beiden Gattungen aufmerksam. Die Schläfenbeinschuppe bei Torosaurus ist verlängert, auf der Innenseite dicker und verläuft nach außen konkav, während sie bei Triceratops innen konkav verläuft und an der Spitze flach wird. Zudem wurde angemerkt, dass eine alternative Erklärung für Horners und Ellen Thérèse Lamms in einer histologischen Arbeit präsentierte Beobachtung, dass sämtliche gefundenen Triceratops-Exemplare eine subadulte Knochenstruktur aufweisen, sein könnte, dass Triceratops im Gegensatz zu seinen Verwandten diese einfach bis ins hohe Alter behielt.